# Alexandre Desplat
Alexandre Michel Gerard Desplat (Parijs, 23 augustus 1961) is een Frans filmcomponist. 
Desplat is het meest bekend met zijn filmmuziek in de tweedelige Harry Potter en de Relieken van de Dood films, The Twilight Saga: New Moon, Godzilla, The King's Speech, The Curious Case of Benjamin Button, Argo, The Grand Budapest Hotel en The Shape of Water. Met de 2 laatstgenoemde films won hij in 2015 en 2018 een Oscar.

## Jeugd
Alexandre Desplat werd geboren in Parijs. Zijn moeder was van Griekse afkomst die zijn vader had ontmoet op het UC Berkeley in Californië. Hij studeerde samen met Claude Ballif en Iannis Xenakis in Frankrijk en met Jack Hayes in de Verenigde Staten. Desplats muzikale interesse werd ook aangewakkerd door de invloed van Zuid-Amerikaanse en Afrikaanse artiesten en leraren, waaronder Carlinhos Brown en Ray Lema. 

## Carrière
Desplat begon in Frankrijk met het componeren van filmmuziek, en later ook in Hollywood. Een aantal van zijn composities zijn onder andere Lapse of Memory (1992), Family Express (1992), Regarde Les Hommes Tomber (1994), Les Péchés Mortels (1995), Un Héros Très Discret (1996) en Home Sweet Home (2001). 
In 2007 componeerde hij de muziek voor The Golden Compass, een film gebaseerd op het eerste boek van Philip Pullmans trilogie Het gouden kompas. Ook componeerde hij dat jaar Mr. Magorium's Wonder Emporium (Mr. Magoriums wonderbaarlijke speelgoedwinkel). In 2009 componeerde hij uit de Twilight saga de filmmuziek van de film New Moon, waarmee onder ander het nummer "The Meadow". In 2010 nam hij het stokje over van Nicholas Hooper voor de laatste Harry Potterfilms (Harry Potter and the Deathly Hallows part I en Harry Potter and the Deathly Hallows part II). Ook was Desplat verantwoordelijk voor de film Godzilla uit 2014.
Bij de 87ste Oscaruitreiking was Desplat dubbel genomineerd, voor zowel de soundtrack van The Imitation Game als die van The Grand Budapest Hotel kreeg hij een Oscarnominatie. Voor The Grand Budapest Hotel won hij ook zijn eerste Oscar. Bij de 90ste Oscaruitreiking ontving hij zijn tweede Oscar voor de soundtrack van The Shape of Water. Andere noemenswaardige prijzen die Desplat gewonnen heeft zijn onder meer twee Golden Globes met The Painted Veil en The Shape of Water en twee Grammy Awards met The King's Speech en The Grand Budapest Hotel.

## Filmografie
| Jaar | Titel                                        | Opmerkingen      |
| ---- | -------------------------------------------- | ---------------- |
| 1991 | Family Express                               |                  |
| 1992 | Lapse of Memory                              |                  |
| 1992 | Au nomdu père et du fils                     |                  |
| 1992 | Sexes faibles!                               |                  |
| 1992 | Le trone                                     |                  |
| 1993 | The Hour of Pig                              |                  |
| 1994 | Regarde les hommes tomber                    |                  |
| 1995 | Marie-Louise ou la permission                |                  |
| 1995 | Innocent Lies                                |                  |
| 1995 | Les Milles                                   |                  |
| 1995 | Le plus bel âge...                           |                  |
| 1996 | Lucky Punch                                  |                  |
| 1996 | Le cri de la soie                            |                  |
| 1996 | Passage à l'acte                             |                  |
| 1996 | Love, etc.                                   |                  |
| 1997 | Sous les pieds des femmes                    |                  |
| 1998 | La femme du cosmonaute                       |                  |
| 1998 | Une chance sur deux                          |                  |
| 1998 | The Revengers' Comedies                      |                  |
| 1998 | Restons groupés                              |                  |
| 1998 | Une minute de silence                        |                  |
| 1998 | Atilano, presidente                          |                  |
| 1999 | Toni                                         |                  |
| 1999 | C'est pas ma faute!                          |                  |
| 1999 | Le château des singes                        |                  |
| 1999 | Monsieur Naphtali                            |                  |
| 1999 | Rien à faire                                 |                  |
| 2000 | Vive nous!                                   |                  |
| 2000 | Amazone                                      |                  |
| 2000 | The Luzhin Defence                           |                  |
| 2001 | Barnie et ses petites contrariétés           |                  |
| 2001 | Les portes de la gloire                      |                  |
| 2001 | Mauvais genres                               |                  |
| 2001 | Sur mes lèvres                               |                  |
| 2001 | Reines d'un jour                             |                  |
| 2002 | Nid de guêpes                                |                  |
| 2003 | Rire et châtiment                            |                  |
| 2003 | Le pacte du silence                          |                  |
| 2003 | Les corps impatients                         |                  |
| 2003 | Tristan                                      |                  |
| 2003 | Stormy Weather                               |                  |
| 2003 | Girl with a Pearl Earring                    |                  |
| 2003 | Inquiétudes                                  |                  |
| 2004 | Birth                                        |                  |
| 2004 | L'enquête corse                              |                  |
| 2005 | Tu vas rire, mais je te quitte               |                  |
| 2005 | The Upside of Anger                          |                  |
| 2005 | De battre man cœur s'est arrêté              |                  |
| 2005 | Hostage                                      |                  |
| 2005 | Une aventure                                 |                  |
| 2005 | Casanova                                     |                  |
| 2005 | Syriana                                      |                  |
| 2006 | The Alibi                                    |                  |
| 2006 | La doublure                                  |                  |
| 2006 | Quand j'étais chanteur                       |                  |
| 2006 | The Queen                                    |                  |
| 2006 | The Painted Veil                             |                  |
| 2007 | Michou d'Auber                               |                  |
| 2007 | Se jie                                       |                  |
| 2007 | L'ennemi intime                              |                  |
| 2007 | Mr. Magorium's Wonder Emporium               | met Aaron Zigman |
| 2007 | The Golden Compass                           |                  |
| 2008 | Afterwards                                   |                  |
| 2008 | Largo Winch                                  |                  |
| 2008 | The Curious Case of Benjamin Button          |                  |
| 2009 | Chéri                                        |                  |
| 2009 | Coco avant chanel                            |                  |
| 2009 | Un prophète                                  |                  |
| 2009 | L'armée du crime                             |                  |
| 2009 | Julie & Julia                                |                  |
| 2009 | Fantastic Mr. Fox                            |                  |
| 2009 | The Twilight Saga: New Moon                  |                  |
| 2010 | The Ghost Writer                             |                  |
| 2010 | Tamara Drewe                                 |                  |
| 2010 | The King's Speech                            |                  |
| 2010 | Harry Potter and the Deathly Hallows: Part 1 |                  |
| 2011 | Largo Winch II                               |                  |
| 2011 | La fille du puisatier                        |                  |
| 2011 | The Tree of Life                             |                  |
| 2011 | A Better Life                                |                  |
| 2011 | Harry Potter and the Deathly Hallows: Part 2 |                  |
| 2011 | The Ides of March                            |                  |
| 2011 | Carnage                                      |                  |
| 2011 | Extremely Loud & Incredibly Close            |                  |
| 2012 | Cloclo                                       |                  |
| 2012 | Moonrise Kingdom                             |                  |
| 2012 | De rouille et d'os                           |                  |
| 2012 | Reality                                      |                  |
| 2012 | Renoir                                       |                  |
| 2012 | Argo                                         |                  |
| 2012 | Rise of the Guardians                        |                  |
| 2012 | Zero Dark Thirty                             |                  |
| 2013 | La Venus à la fourrure                       |                  |
| 2013 | Zulu                                         |                  |
| 2013 | Marius                                       |                  |
| 2013 | Fanny                                        |                  |
| 2013 | Philomena                                    |                  |
| 2014 | The Monuments Men                            |                  |
| 2014 | The Grand Budapest Hotel                     |                  |
| 2014 | Godzilla                                     |                  |
| 2014 | The Imitation Game                           |                  |
| 2014 | Unbroken                                     |                  |
| 2015 | Every Thing Will Be Fine                     |                  |
| 2015 | Il racconto dei racconti                     |                  |
| 2015 | Une histoire de fou                          |                  |
| 2015 | Suffragette                                  |                  |
| 2015 | The Danish Girl                              |                  |
| 2016 | Alone in Berlin                              |                  |
| 2016 | Florence Foster Jenkins                      |                  |
| 2016 | The Secret Life of Pets                      |                  |
| 2016 | L'odyssée                                    |                  |
| 2016 | The Light Between Oceans                     |                  |
| 2016 | Réparer les vivants                          |                  |
| 2016 | American Pastoral                            |                  |
| 2017 | D'après une histoire vraie                   |                  |
| 2017 | Valerian and the City of a Thousand Planets  |                  |
| 2017 | The Shape of Water                           |                  |
| 2017 | Espèces menacèes                             |                  |
| 2017 | Suburbicon                                   |                  |
| 2018 | Isle of Dogs                                 |                  |
| 2018 | Operation Finale                             |                  |
| 2018 | The Sisters Brothers                         |                  |
| 2018 | Kursk                                        |                  |
| 2019 | The Secret Life of Pets 2                    |                  |
| 2019 | J'accuse                                     |                  |
| 2019 | Adults in the Room                           |                  |
| 2019 | Little Women                                 |                  |
| 2020 | The Midnight Sky                             |                  |
| 2021 | Eiffel                                       |                  |
| 2021 | The French Dispatch                          |                  |
| 2021 | Lui                                          |                  |
| 2022 | The Outfit                                   |                  |
| 2022 | Coupez!                                      |                  |
| 2022 | Tirailleurs                                  |                  |
| 2022 | The Lost King                                |                  |
| 2022 | Pinocchio                                    |                  |
| 2023 | Asteroid City                                |                  |
| 2025 | The Phoenician Scheme                        |                  |
| 2025 | Eagles of the Republic                       |                  |

## Overige producties

### Televisieseries
| Jaar | Titel        | Opmerkingen             |
| ---- | ------------ | ----------------------- |
| 2016 | Marseille    | met Jean-Pascal Beintus |
| 2016 | Trollhunters | met Tim Davies          |

### Documentaires
| Jaar | Titel                                | Opmerkingen |
| ---- | ------------------------------------ | ----------- |
| 2001 | Home Sweet Home                      |             |
| 2007 | Ségo et Sarko sont dans un bateau... |             |
| 2011 | Roman Polanski: A Film Memoir        |             |
| 2016 | Les habitants                        |             |
| 2017 | 12 jours                             |             |
| 2022 | A Cooler Climate                     |             |

## Prijzen en nominaties

### Academy Awards
| Jaar | Titel                               | Categorie        | Uitslag     |
| ---- | ----------------------------------- | ---------------- | ----------- |
| 2007 | The Queen                           | Beste filmmuziek | Genomineerd |
| 2009 | The Curious Case of Benjamin Button | Beste filmmuziek | Genomineerd |
| 2010 | Fantastic Mr. Fox                   | Beste filmmuziek | Genomineerd |
| 2011 | The King's Speech                   | Beste filmmuziek | Genomineerd |
| 2013 | Argo                                | Beste filmmuziek | Genomineerd |
| 2014 | Philomena                           | Beste filmmuziek | Genomineerd |
| 2015 | The Grand Budapest Hotel            | Beste filmmuziek | Gewonnen    |
| 2015 | The Imitation Game                  | Beste filmmuziek | Genomineerd |
| 2018 | The Shape of Water                  | Beste filmmuziek | Gewonnen    |
| 2019 | Isle of Dogs                        | Beste filmmuziek | Genomineerd |
| 2020 | Little Women                        | Beste filmmuziek | Genomineerd |

### BAFTA Awards
| Jaar | Titel                               | Categorie        | Uitslag     |
| ---- | ----------------------------------- | ---------------- | ----------- |
| 2004 | Girl with a Pearl Earring           | Beste filmmuziek | Genomineerd |
| 2007 | The Queen                           | Beste filmmuziek | Genomineerd |
| 2009 | The Curious Case of Benjamin Button | Beste filmmuziek | Genomineerd |
| 2010 | Fantastic Mr. Fox                   | Beste filmmuziek | Genomineerd |
| 2011 | The King's Speech                   | Beste filmmuziek | Gewonnen    |
| 2013 | Argo                                | Beste filmmuziek | Genomineerd |
| 2015 | The Grand Budapest Hotel            | Beste filmmuziek | Gewonnen    |
| 2018 | The Shape of Water                  | Beste filmmuziek | Gewonnen    |
| 2019 | Isle of Dogs                        | Beste filmmuziek | Genomineerd |
| 2020 | Little Women                        | Beste filmmuziek | Genomineerd |
| 2022 | The French Dispatch                 | Beste filmmuziek | Genomineerd |
| 2023 | Pinocchio                           | Beste filmmuziek | Genomineerd |

### Golden Globe Awards
| Jaar | Titel                               | Categorie                      | Uitslag     |
| ---- | ----------------------------------- | ------------------------------ | ----------- |
| 2004 | Girl with a Pearl Earring           | Beste filmmuziek               | Genomineerd |
| 2006 | Syriana                             | Beste filmmuziek               | Genomineerd |
| 2007 | The Painted Veil                    | Beste filmmuziek               | Gewonnen    |
| 2009 | The Curious Case of Benjamin Button | Beste filmmuziek               | Genomineerd |
| 2011 | The King's Speech                   | Beste filmmuziek               | Genomineerd |
| 2013 | Argo                                | Beste filmmuziek               | Genomineerd |
| 2015 | The Imitation Game                  | Beste filmmuziek               | Genomineerd |
| 2016 | The Danish Girl                     | Beste filmmuziek               | Genomineerd |
| 2018 | The Shape of Water                  | Beste filmmuziek               | Gewonnen    |
| 2019 | Isle of Dogs                        | Beste filmmuziek               | Genomineerd |
| 2020 | Little Women                        | Beste filmmuziek               | Genomineerd |
| 2021 | The Midnight Sky                    | Beste filmmuziek               | Genomineerd |
| 2022 | The French Dispatch                 | Beste filmmuziek               | Genomineerd |
| 2023 | Pinocchio                           | Beste filmmuziek               | Genomineerd |
| 2023 | Pinocchio                           | Beste filmsong, voor Ciao Papa | Genomineerd |

### Grammy Awards
| Jaar | Titel                                        | Categorie                                                                    | Uitslag     |
| ---- | -------------------------------------------- | ---------------------------------------------------------------------------- | ----------- |
| 2010 | The Curious Case of Benjamin Button          | Beste partituur soundtrackalbum voor film, televisie of andere visuele media | Genomineerd |
| 2012 | Harry Potter and the Deathly Hallows: Part 2 | Beste partituur soundtrack voor visuele media                                | Genomineerd |
| 2012 | The King's Speech                            | Beste partituur soundtrack voor visuele media                                | Gewonnen    |
| 2014 | Argo                                         | Beste partituur soundtrack voor visuele media                                | Genomineerd |
| 2014 | Zero Dark Thirty                             | beste partituur soundtrack voor visuele media                                | Genomineerd |
| 2015 | The Grand Budapest Hotel                     | Beste partituur soundtrack voor visuele media                                | Gewonnen    |
| 2016 | The Imitation Game                           | Beste partituur soundtrack voor visuele media                                | Genomineerd |
| 2019 | The Shape of Water                           | Beste partituur soundtrack voor visuele media                                | Genomineerd |
| 2019 | The Shape of Water                           | Beste instrumentale compositie, voor "The Shape of Water"                    | Genomineerd |
| 2019 | The Shape of Water                           | Beste arrangement, instrumentaal of a capella, voor "The Shape of Water"     | Genomineerd |
| 2021 | Little Women                                 | Beste instrumentale compositie, voor "Plumfield"                             | Genomineerd |

### World Soundtrack Awards
| Jaar | Titel | Categorie                            | Uitslag     |
| ---- | --- | ------------------------------------ | ----------- |
| 2007 | The Queen The Painted Veil | Film Composer of the Year            | Gewonnen    |
| 2008 | The Golden Compass | Soundtrack Composer of the Year      | Genomineerd |
| 2009 | The Curious Case of Benjamin Button | Best Original Film Score of the Year | Gewonnen    |
| 2009 | The Curious Case of Benjamin Button Coco avant Chanel Largo Winch Chéri | Soundtrack Composer of the Year      | Gewonnen    |
| 2010 | Fantastic Mr. Fox | Best Original Soundtrack of the Year | Gewonnen    |
| 2010 | Fantastic Mr. Fox The Twilight Saga: New Moon Julie & Julia The Ghost Writer | Soundtrack Composer of the Year      | Gewonnen    |
| 2011 | The King's Speech | Best Original Soundtrack of the Year | Genomineerd |
| 2011 | A Better Life Largo Winch II The King's Speech The Tree of Life La Fille du puisatier Harry Potter and The Deathly Hallows: Part 1 Harry Potter and The Deathly Hallows: Part 2 | Soundtrack Composer of the Year      | Gewonnen    |
| 2012 | The Ides of March | Best Original Soundtrack of the Year | Genomineerd |
| 2012 | Carnage De rouille et d'os Extremely Loud & Incredibly Close Moonrise Kingdom The Ides of March                                                                                 | Soundtrack Composer of the Year      | Genomineerd |
| 2013 | Argo Reality Renoir Rise of the Guardians Zero Dark Thirty | Film Composer of the Year            | Genomineerd |
| 2014 | The Grand Budapest Hotel | Best Original Film Score of the Year | Gewonnen    |
| 2014 | The Grand Budapest Hotel Godzilla Marius The Monuments Men Philomena La Vénus à la fourrure Zulu                                                                                | Film Composer of the Year            | Gewonnen    |
| 2015 | The Imitation Game | Best Original Film Score of the Year | Genomineerd |
| 2015 | Unbroken The Imitation Game Every Thing Will Be Fine Il racconto dei racconti                                                                                                   | Film Composer of the Year            | Genomineerd |
| 2018 | Endangered Species Isle of Dogs Suburbicon The Shape of Water Valerian and the City of a Thousand Planets                                                                       | Film Composer of the Year            | Genomineerd |
| 2020 | Little Women J'accuse Adults in the Room | Film Composer of the Year            | Genomineerd |

## Hitlijsten

### Albums
| Album met hitnotering(en) in de Vlaamse Ultratop 200 albums | Datum van verschijnen | Datum van binnenkomst | Hoogste positie | Aantal weken | Opmerkingen |
| ----------------------------------------------------------- | --------------------- | --------------------- | --------------- | ------------ | ----------- |
| Harry Potter and the Deathly Hallows: Part 1                | 2010                  | 27-11-2010            | 88              | 1            | soundtrack  |
| De rouille et d'os                                          | 2012                  | 26-05-2012            | 189             | 1            | soundtrack  |
| The Grand Budapest Hotel                                    | 2014                  | 07-03-2015            | 126             | 1            | soundtrack  |
| Valerian and the City of a Thousand Planets                 | 2017                  | 29-07-2017            | 181             | 1            | soundtrack  |